# Arretjescake
Arretjescake (ook wel: arretjenofcake) is een machtige, koude cake, vaak met chocolade, die traditioneel in verschillende Nederlandse streken gegeten wordt.

## Oorsprong
Oorspronkelijk is de cake een recept van de Nederlandsche Olie Fabriek (N.O.F.; later Calvé). N.O.F. voerde destijds twee soorten vet, te weten Delfia, een soort frituurvet van kokosvet, en Delfrite, een soort margarine. Arretje Nof was het hoofdpersonage uit een boekenreeks die als reclamemateriaal werd uitgegeven door de fabriek. N.O.F. gaf ook receptenboekjes uit als reclamemateriaal. Er was ook een recept voor 'Arretje cake', een cake die niet hoeft te worden gebakken. Het was recept nummer 100. Het kon van beide producten gemaakt worden, waarbij in de zomer Delfia werd aanbevolen, omdat de cake anders te slap zou blijven.
Volgens het originele recept waren de ingrediënten: Delfia, suiker, cacao, eieren of melk en biscuitjes (Mariakaakjes of Petit Beurres).

## Bereidingswijze
Hoewel de precieze ingrediënten, en daarmee de smaak, per streek en per recept verschillen, is de basis dezelfde. De ingrediënten worden gemixt en moeten vervolgens een dag in de koelkast opstijven. De standaard ingrediënten zijn biscuit (tarwekoekjes/theebiscuitjes zoals mariakaakjes, in stukjes gehakt), vet (doorgaans roomboter of margarine), suiker (vaak basterdsuiker) en eieren (deze worden dus rauw genuttigd, wat risico geeft op een salmonella-besmetting). Cacao, vanille, oploskoffie, rum, likeur of andere smaakmakers geven smaak. Hagelslag kan dienen ter decoratie.
Aan gesmolten boter worden de meeste andere ingrediënten toegevoegd. In een bakvorm wordt dit met biscuitjes vermengd. Het geheel gaat 24 uur in de koeling.